# Saison 2024 de l'UFL
Navigation
Édition suivante
La saison 2024 de l'UFL est la saison inaugurale de la United Football League, une ligue professionnelle mineure de football américain créée à la suite de la fusion des ligues XFL et USFL.
La saison régulière débutera le 30 mars 2024 par un match opposant les Renegades d'Arlington (champions de la XFL) et les Stallions de Birmingham (champions de l'USFL).
La série éliminatoire débute le 8 juin 2024 et se termine le 16 juin 2024 par la finale qui est remportée par les Stallions de Birmingham sur le score de 25 à 0 face aux Brahmas de San Antonio.

## Calendrier
Les équipes sont réparties en deux conférences de 4 équipes. Chaque équipe disputera 10 matchs pendant la saison régulière qui se déroulera du 30 mars 2024 au 2 juin 2024.
Les deux meilleures équipes de chaque conférence s'affrontent en finale de conférence. Les deux vainqueurs de conférence s'affrontent ensuite en finale.

## Les équipes
Quatre équipes sont issues de la XFL, trois de l'USFL. La huitième équipe est issue de la fusion des deux équipes de Houston, les Roughnecks (en) et les Gamblers, les premiers fournissant les droits de la marque et du nom, les seconds fournissant l'encadrement et les joueurs. Les marques XFL et USFL restent sous forme de conférences individuelles.
| Conférence XFL             |                     |                              |          |            |                      |
| Équipe                     | Ville               | Stade                        | Capacité | 1re saison | Entraîneur principal |
| Renegades d'Arlington      | Arlington, Texas    | Choctaw Stadium              | 25 000   | 2020       | Bob Stoops           |
| Defenders de D.C.          | Washington, D.C.    | Audi Field                   | 20 000   | 2020       | Reggie Barlow        |
| Brahmas de San Antonio     | San Antonio, Texas  | Alamodome                    | 64 000   | 2023       | Wade Phillips        |
| Battlehawks de Saint-Louis | St. Louis, Missouri | The Dome at America's Center | 67 277   | 2020       | Anthony Becht        |
| Conférence USFL            |                     |                              |          |            |                      |
| Équipe                     | Ville               | Stade                        | Capacité | 1re saison | Entraîneur principal |
| Stallions de Birmingham    | Birmingham, Alabama | Protective Stadium           | 47 100   | 2022       | Skip Holtz           |
| Roughnecks de Houston      | Houston, Texas      | Rice Stadium                 | 47 000   | 2020       | Curtis Johnson       |
| Showboats de Memphis       | Memphis, Tennessee  | Simmons Bank Liberty Stadium | 58 325   | 2023       | John DeFilippo       |
| Panthers du Michigan       | Détroit, Michigan   | Ford Field                   | 65 000   | 2022       | Mike Nolan           |

## Saison régulière
| H \ A                             | ARL     | D.C.    | SAN     | STL     |         | BIR     | HOU     | MEM     | MIC |
| --------------------------------- | ------- | ------- | ------- | ------- | ------- | ------- | ------- | ------- | --- |
| Renegades d'Arlington             |         | 28 - 29 | 15 - 25 | 36 - 22 | 14 - 27 |         | 47 - 23 |         |     |
| Defenders du District de Columbia | 31 - 32 |         | 18 - 12 | 12 - 45 |         | 31 - 32 |         | 9 - 22  |     |
| Brahmas de San Antonio            | 20 - 15 | 27 - 12 |         | 24 - 31 | 18 - 9  |         |         | 19 - 9  |     |
| Battlehawks de St. Louis          | 27 - 24 | 26 - 21 | 13 - 12 |         |         | 22 - 8  | 32 - 17 |         |     |
| Stallions de Birmingham           |         | 20 - 18 |         | 30 - 26 |         | 35 - 28 | 33 - 14 | 20 - 19 |     |
| Roughnecks de Houston             | 17 - 9  |         | 12 - 15 |         | 9 - 32  |         | 12 - 18 | 22 - 26 |     |
| Showboats de Memphis              |         | 21 - 36 | 19 - 20 |         | 21 - 39 | 19 - 12 |         | 18 - 35 |     |
| Panthers du Michigan              | 28 - 27 |         |         | 18 - 16 | 13 - 20 | 34 - 20 | 24 - 18 |         |     |

## Classements de la saison régulière
| Conférence XFL |                          |        |        |        |        |       |        |        |        |
| N°             | Équipe                   | Matchs | Matchs | Matchs | Matchs | Bilan | Points | Points | Points |
| N°             | Équipe                   | Nb     | G      | P      | N      | Conf. | +      | -      | ≠      |
| 1              | Battlehawks de St. Louis | 10     | 7      | 3      | 0      | 5-1   | 260    | 202    | +58    |
| 2              | Brahmas de San Antonio   | 10     | 7      | 3      | 0      | 3-3   | 192    | 153    | +39    |
| 3              | Defenders de DC          | 10     | 4      | 6      | 0      | 2-4   | 209    | 251    | -42    |
| 4              | Renegades d'Arlington    | 10     | 3      | 7      | 0      | 2-4   | 247    | 249    | -02    |

| Conférence USFL |                         |        |        |        |        |       |        |        |        |
| N°              | Équipe                  | Matchs | Matchs | Matchs | Matchs | Bilan | Points | Points | Points |
| N°              | Équipe                  | Nb     | G      | P      | N      | Conf. | +      | -      | ≠      |
| 1               | Stallions de Birmingham | 10     | 9      | 1      | 0      | 6-0   | 265    | 180    | +085   |
| 2               | Panthers du Michigan    | 10     | 7      | 3      | 0      | 4-2   | 228    | 189    | +039   |
| 3               | Showboats de Memphis    | 10     | 2      | 8      | 0      | 2-4   | 188    | 290    | -102   |
| 4               | Roughnecks de Houston   | 10     | 1      | 9      | 0      | 0-6   | 158    | 233    | -075   |

## Phase finale
|  | Demi-finales                                | Demi-finales                                |                         |    | Finale UFL                                                                      | Finale UFL                                                                      |
|  | Demi-finales                                | Demi-finales                                |                         |    | Finale UFL                                                                      | Finale UFL                                                                      |
|  |                                             |                                             |                         |    |                                                                                 |                                                                                 |
|  | 8 juin 2024 : demi-finale USFL à Birmingham | 8 juin 2024 : demi-finale USFL à Birmingham |                         |    | 16 juin 2024, finale UFL au The Dome at America's Center, Saint-Louis, Missouri | 16 juin 2024, finale UFL au The Dome at America's Center, Saint-Louis, Missouri |
|  | 8 juin 2024 : demi-finale USFL à Birmingham | 8 juin 2024 : demi-finale USFL à Birmingham |                         |    | 16 juin 2024, finale UFL au The Dome at America's Center, Saint-Louis, Missouri | 16 juin 2024, finale UFL au The Dome at America's Center, Saint-Louis, Missouri |
|  | Stallions de Birmingham                     | 31                                          |                         |    | 16 juin 2024, finale UFL au The Dome at America's Center, Saint-Louis, Missouri | 16 juin 2024, finale UFL au The Dome at America's Center, Saint-Louis, Missouri |
|  | Stallions de Birmingham                     | 31                                          |                         |    | 16 juin 2024, finale UFL au The Dome at America's Center, Saint-Louis, Missouri | 16 juin 2024, finale UFL au The Dome at America's Center, Saint-Louis, Missouri |
|  | Panthers du Michigan                        | 18                                          |                         |    | 16 juin 2024, finale UFL au The Dome at America's Center, Saint-Louis, Missouri | 16 juin 2024, finale UFL au The Dome at America's Center, Saint-Louis, Missouri |
|  | Panthers du Michigan                        | 18                                          | Stallions de Birmingham | 25 |                                                                                 |                                                                                 |
|  | 9 juin 2024 : demi-finale XFL à Saint-Louis |                                             | Stallions de Birmingham | 25 |                                                                                 |                                                                                 |
|  |                                             | Brahmas de San Antonio                      | 0                       |    |                                                                                 |                                                                                 |
|  | Battlehawks de Saint-Louis                  | Brahmas de San Antonio                      | 0                       | 15 |                                                                                 |                                                                                 |
|  | Battlehawks de Saint-Louis                  |                                             |                         | 15 |                                                                                 |                                                                                 |
|  | Brahmas de San Antonio                      | 25                                          |                         |    |                                                                                 |                                                                                 |
|  | Brahmas de San Antonio                      | 25                                          |                         |    |                                                                                 |                                                                                 |